# Hans Alfredson
Hans Folke „Hasse“ Alfredson (28. června 1931 Malmö – 10. září 2017 Stockholm) byl švédský herec, režisér a scenárista.

## Životopis
Vystudoval Lundskou univerzitu a pracoval pro Švédský rozhlas a deník Helsingborgs-Posten. Podílel se na jednom z prvních švédských televizních seriálů 16 let. V roce 1961 založil s kolegou Tage Danielssonem produkční společnost AB Svenska Ord a začali vystupoval jako komické duo Hasseåtage. Svoji revue uváděli ve stockholmském zábavním parku Gröna Lund. Alfredson představoval různé členy rozvětvené rodiny Lindemanových v improvizovaných dialozích, jejichž absurdní humor byl srovnáván se skupinou Monty Python. Společně napsali scénáře k filmům, které režíroval Danielsson: epizodě Ctnost ctností z povídkového filmu Stimulantia, satiře na turistický průmysl Jablečná válka, komedii z prostředí nápravného zařízení Pusťte vězně ven, jaro je tady! a mystifikačním životopisu Pabla Picassa Picassova dobrodružství. Po Danielssonově smrti v roce 1985 byli Alfredsonovými tvůrčími partnery Gunnar Hellström a Povel Ramel.
Podle vlastních literárních předloh natočil filmy Vejce – Příběh natvrdo a Slabomyslný vrah, v němž hrál titulní roli Stellan Skarsgård. Ve filmu Vystěhovalci, který natočil Jan Troell podle knihy Vilhelma Moberga, hrál Alfredson roli Jonase Pettera. Jako herec se objevil také ve filmech Hanba, Pippi na útěku, Hon na prase, S nejlepšími úmysly a Sofiin svět. Poslední hereckou příležitost dostal v roce 2012 v dětském filmu Ledový drak. Napsal román Atentát v lese Pålsjö, alternativní historii o útoku nacistického Německa na Švédsko. Vydal album humorných písní pro děti Hans Alfredson sjunger Blommig falukorv och andra visor för barn a moderoval zábavný rozhlasový pořad På minuten.
V letech 1975, 1981 a 1985 získal cenu Zlatohlávka pro nejlepšího režiséra a v roce 2013 Zlatohlávka za celoživotní dílo. V roce 1981 mu byla udělena medaile Litteris et Artibus, v roce 1992 čestný doktorát v Lundu a v roce 2000 divadelní cena Guldmasken.
V letech 1992 až 1994 byl ředitelem muzea Skansen. Založil sbírku Nasoteket, obsahující odlitky nosů významných absolventů Lundské univerzity. Aktivně podporoval organizace Amnesty International a Artisten mot nazisten.
Režiséry se stali i jeho synové Daniel Alfredson a Tomas Alfredson. V Danielově filmu Dívka, která kopla do vosího hnízda (2009) hrál Everta Gullberga.

## Režijní filmografie
- Spader Madame (1969)
- Lådan (1968)
- Vejce – Příběh natvrdo (1975)
- Räkan från Maxim (1980)
- Slabomyslný vrah (1982)
- P & B (1983)
- Proradná jak voda (1985)
- Jim a piráti (1987)
- Vargens tid (1988)